# Fanasjöarna
Fanasjöarna är en grupp sjöar på Holmöarna i Umeå kommun i Västerbotten. De ingår i Dalkarlsån-Sävaråns kustområde. I gruppen finns:
- Stor-Fanasjön 63°47′26″N 20°53′48″Ö / 63.7906°N 20.8967°Ö (5,54 ha)
- Lill-Fanasjön 63°47′41″N 20°53′29″Ö / 63.7946°N 20.8915°Ö
- Öster-Fanasjön